# Спас Гърневски
Спас Георгиев Гърневски е български политик и общественик. Бил е кмет на град Пловдив в периода 1 ноември 1995 – 1 ноември 1999.

## Биография
Роден е на 18 януари 1953 г. в град Пловдив. Завършва УНСС със специалност „Икономика и организация на труда“. Работи в държавната печатница в Пловдив. От 1992 до 1995 г. е изпълнителен директор на печатницата.
Работи и в издателство „Хр. Г. Данов“. Кмет е на Пловдив от 1 ноември 1995 до 1 ноември 1999 г. Запален фен на ПФК „Локомотив“ (Пловдив). Издава стихосбирката „Краят на нощта“ (1992) и „Внуците на Бай Ганьо“ (1994). През 2003 е изключен от СДС и става член на ДСБ на Иван Костов. Като такъв е ръководител на партийната организация на партията в Пловдив.
Гърневски се определя като антикомунист.
Общински съветник в Общински съвет Пловдив до месец април 2017 г.
След проведените извънредни парламентарни избори в Република България на 26 март 2017 г. е избран за народен представител от Пловдив – град в листата на ПП ГЕРБ.